# Miguel Alfonseca
Miguel Alfonseca (* 25. Januar 1942 in Santo Domingo; † 6. April 1994 ebenda) war ein dominikanischer Lyriker, Erzähler, Dramatiker und Philosoph.
Alfonseca begann ein Studium an der Universidad Autónoma de Santo Domingo, das er jedoch nicht beendete. Als Gegner des Trujillo-Regimes wurde er verhaftet und gefoltert. 1965 gehörte er zu den Wortführern des Aufstandes gegen die Regierung Donald Reid Cabrals. Mit René del Risco Bermúdez, Armando Almánzar und Iván García gehörte er zu den Gründern der Schriftstellergruppe El Puño. Ende der 1960er Jahre erschien sein Buch El enemigo. 1970 schloss er sich der La Sociedad Hermética an und beendete seine schriftstellerische Laufbahn. Seine Gedichte erschienen in verschiedenen Zeitschriften. Unveröffentlicht blieben Werke wie Isla o promontorio, Arribo de la luz, Primero de mayo und Alba para nosotros, Theaterstücke und der Roman Rancho-tierra. Bekannt geblieben sind seine Erzählungen Delicatessen und Los trajes blancos han vuelto, die beide für die Anthologien lateinamerikanischer Erzähler von Ángel Flores (1983) und Fernando Burgos (1997) ausgewählt wurden.

## Werke (in Deutsch)
- Übers. José Antonio Friedl Zapata: Delicatessen. (1967) In: Ein neuer Name, ein fremdes Gesicht. 26 Erzählungen aus Lateinamerika. Hg. wie Übers. Sammlung Luchterhand, 834. Neuwied, 1987, 1989, S. 291–298